# (20826) 2000 UV13
2000 UV13 (asteroide 20826) é um APL. Possui uma excentricidade de 0.62978754 e uma inclinação de 32.02181º.
Este asteroide foi descoberto no dia 21 de outubro de 2000 por BATTeRS em Bisei SG Center.